# المكتبات في السعودية
المكتبات في السعودية جزء من ثقافة المجتمع، إذ انتشرت بأشكالها المختلفة في القصور والجوامع والكتاتيب بالسعودية مما يزيد عن القرن والنصف، وإن كانت مختلفة عن المفهوم العصري للمكتبة اليوم، إلا أنها كانت تؤدي دور المكتبة في تنشيط الحراك الثقافي والعلمي وخدمة طلبة العلم والعلماء. حيث كانت المكتبات الوقفية خاصة في الحرمين الشريفين مكة المكرمة والمدينة المنورة من أقدم المكتبات وأهمها، ومنها مكتبة الحرم المكي التي يعود إنشائها إلى عام 160هـ، وقد سُميت باسمها الحالي "مكتبة الحرم المكي الشريف" في عهد الملك عبد العزيز آل سعود. انتشرت المكتبات في عموم نجد لكثرة ورود الكتب الشرعية وغيرها من العراق والشام والمغرب واليمن، وقد جرت العادة كما ذكر بعض المؤرخين في أن تُنقل كتب العالم بعد وفاته إلى الرياض لكثرة طلبة العلم فيها، الذي ساهم في زيادة عدد المكتبات الخاصة مثل مكتبة الشيخ عبد الله بن عبد اللطيف آل الشيخ التي كانت غنية بنوادر المخطوطات، ومكتبة الشيخ حمد بن فارس.

## ظهور المكتبة الحديثة
بدأت المكتبات في السعودية تأخذ مفهوم المكتبة الحديثة من ناحية المباني المجهزة والتنظيم والخدمات المتخصصة في وقت مبكر بعد تأسيس السعودية، إذ لم يكن الاهتمام بهذا المجال في العقود الأولى من عمر الدولة مقتصرًا على المحافظة على المكتبات الموجودة وتطويرها فحسب، بل شمل إنشاء المكتبات بأنواعها المختلفة، وخصوصًا المكتبات العامة التي انتشرت في مدن وقرى مختلفة بالسعودية. ومن أبرز المكتبات العامة في عهد الملك عبد العزيز آل سعود:
- المكتبة العامة بالظهران، تأسست عام 1347هـ.
- مكتبة الحرم المدني 1352هـ، تقع داخل الحرم المدني، وتشرف عليها الرئاسة العامة لشؤون المسجد الحرام والمسجد النبوي.[5]
- مكتبة الأمير مساعد بن عبد الرحمن، تأسست عام 1364هـ.
- مكتبة مكة المكرمة، وضع لبنتها الأولى الشيخ عباس سليمان قطان عام 1370هـ عندما اشترى مكتبة محمد الكردي وأهداها إلى المكتبة.
- المكتبة العامة بشقراء، تأسست عام 1371هـ.
- مكتبة عنيزة العامة، تأسست عام 1372هـ.
- مكتبة الرياض السعودية، تأسست عام 1373هـ بتوصية من مفتي السعودية الشيخ محمد بن إبراهيم آل الشيخ. وظلت تحت إشرافه إلى أن انتقل الإشراف إلى دار الإفتاء، ثم إلى رئاسة إدارة البحوث العلمية والإفتاء.

أُنشئت في عهد الملك سعود آل سعود، الإدارة العامة للمكتبات بوزارة المعارف (وزارة التعليم حاليًا) بعد صدور قرار مجلس الوزراء بتاريخ 1379هـ/1959م القاضي بتكليف وزارة المعارف بإنشاء مكتبات في مختلف مناطق السعودية، وتأسست مكتبة المدينة المنورة العامة في عام 1380هـ/1960م بالجهة الجنوبية من الحرم النبوي الشريف، ولم يقتصر الاهتمام في هذه المرحلة على المدن الكبيرة، بل ظهر اهتمام بتأسيس المكتبات في القرى الصغيرة، مثل مكتبة روضة سدير العامة 1377هـ/1958هـ، ومكتبة أشيقر 1374هـ/1955م، ومكتبة حوطة بني تميم 1376هـ/1957م.
في الفترة ما بين 1400هـ و1405هـ زاد عدد المكتبات العامة، فقد أُنشئت 9 مكتبات عامّة، مع إضافة 82844 وعاءً معلوماتيًا، وأُصدر قرار تنظيم إدارة المكتبات المدرسيّة لتصبح تابعة للإدارة العامة للمكتبات. وفي الفترة ما بين 1405هـ و1410هـ أصبح عدد المكتبات العامة 59 مكتبة، تحتوي على 1121979 وعاءً معلوماتيًا.
خلال الأعوام 1415هـ -1420هـ بلغ عدد المكتبات العامّة 71 مكتبة، و في عام 1417هـ، أقرّت وزارة المعارف التي كانت تقوم بشؤون هذا القطاع آنذاك لائحة "المكتبات العامة: قواعد التنظيم الداخلي" التي تنص على تطوير القطاع وتعزيز دوره الاجتماعي والثقافي.

## المكتبات

### المكتبات العامة

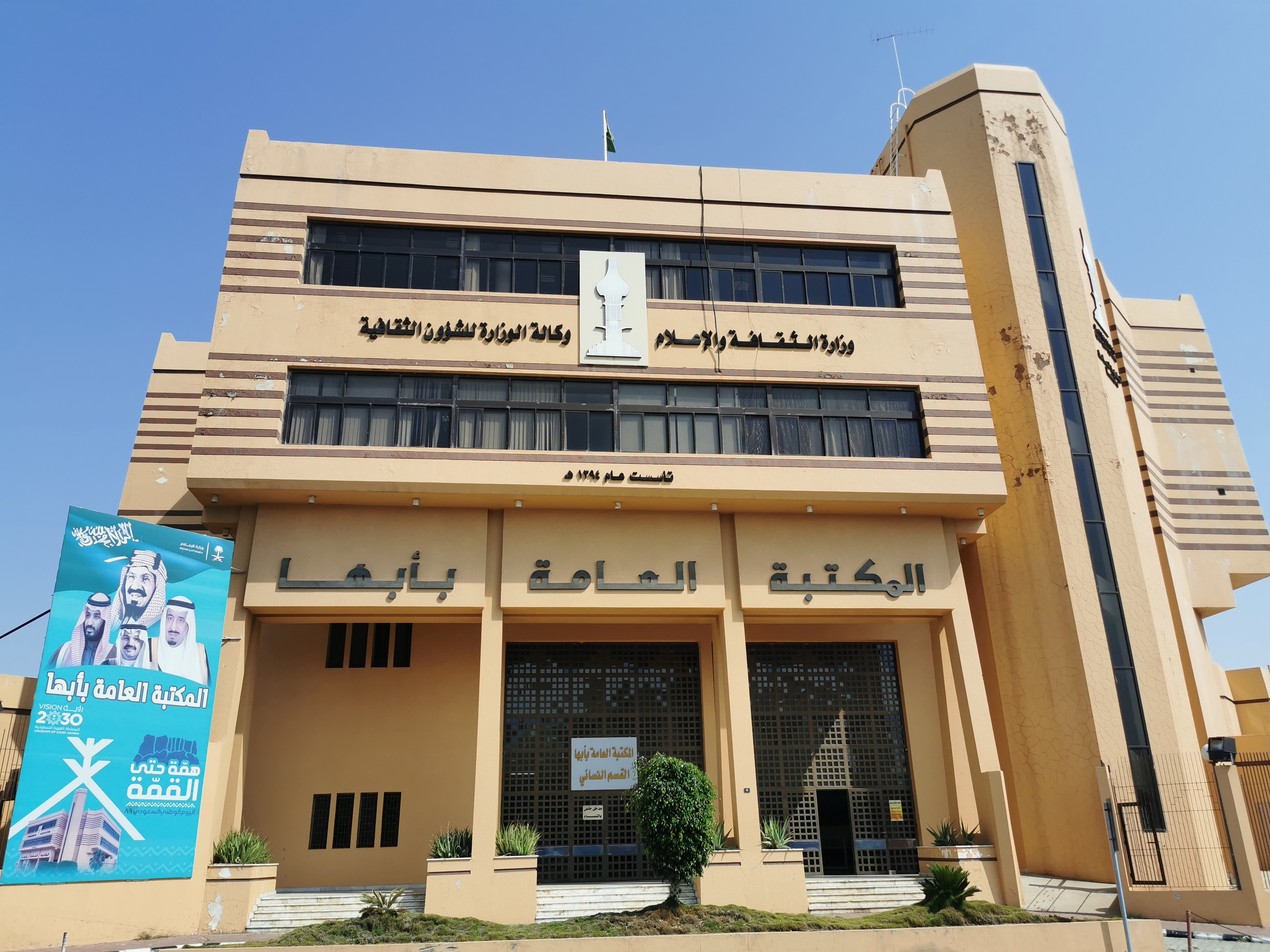
مبنى المكتبة العامة بأبها في 2021

شهد قطاع المكتبات في الثمانينيات الميلادية تأسيس عدد من المكتبات النوعية. وأبرز مثال على ذلك افتتاح مكتبة الملك عبد العزيز العامة بالمدينة المنورة عام 1403هـ/ 1983م، وتُعد من أكبر المكتبات التابعة لوزارة الشؤون الإسلامية والأوقاف والدعوة والإرشاد، وهي ذات سمة خاصة جعلتها تجمع بين خصائص المكتبة العامة، ومركز المخطوطات، ومركز البحث العلمي، وتضم في مبناها مجموعة من المكتبات الوقفية بالمدينة المنورة. وفي العام نفسه أُنشئت مكتبة مركز الملك فيصل للبحوث والدراسات الإسلامية بالرياض.

### المكتبة الوطنية
جاءت فكرة تأسيس مكتبة الملك فهد الوطنية في الرياض كبادرة أهلية تبنتها الجهات الرسمية، فبدأ تنفيذ المشروع عام 1406هـ تحت إشراف أمانة مدينة الرياض، وبعد ثلاث سنوات في العام 1409هـ/1988م اكتمل بناء المشروع، وفتحت المكتبة أبوابها لعموم المستفيدين، ولا يقل عن أهمية هذا الحدث، تأسيس مكتبة الملك عبد العزيز العامة بالرياض في عام 1408هـ/1987م.

### المكتبات الخاصّة
تبلغ نسبة العائلات السعودية التي تملك مكتبةً خاصّة في منازلها %35. وتأتي في مقدّمة مجالات الكتب التي تحتويها هذه المكتبات المنزليّة الكتب الدينيّة والكتب الأكاديميّة، تليها كتب الشعر والأدب. وتعكس هذه الأرقام المكتبات التي تمتلكها الأسر بشكل لا يحدد الجنس والفئة العمرية للفرد المالك للمكتبة، فهي بذلك لا تعبر بالضرورة عن اهتمامات الأفراد بنوع الكتب التي يقتنونها، الذي ربما سيختلف باختلاف الجيل، خصوصاً مع التحول التقني في العقدين الأخيرين بمصادر المعلومات. 

### المكتبات الوقفية
تتبع المكتبات الوقفيّة في السعودية وزارة الشؤون الإسلامية والدعوة والإرشاد، على رأسها مكتبة الملك عبد العزيز العامّة بالمدينة المنورة، التي تحفظ أكثر من 14000 مخطوط أصلي، وتحتضن 1878 من المصاحف المخطوطة و25000 كتاب نادر، بالإضافة إلى حوالي 9000 وعاء معلوماتي. وتتميّز مكتبة الملك عبد العزيز العامة بالمدينة المنورة بما تضمّه من مكتبات وقفيّة تاريخية يصل عددها إلى 35 مجموعة، تأسّس بعضها في عهد الدولة السعودية مثل مكتبة المصحف الشريف، وبعض هذه المكتبات يعود تاريخها إلى فترات تاريخية أقدم، مثل مكتبة الشيخ عارف حكمت والمكتبة المحموديّة ومكتبة الشفاء ومكتبة بشير آغا ومكتبة كيلي ناظري، ومكتبات المدارس والأربطة التاريخيّة مثل مكتبة الإحسانيّة، والعرفانية، والقازانيّة ومثل مكتبة رباط سيدنا عثمان ورباط قرة باش ورباط الجبرت. كما تضم أيضاً بعض مكتبات علماء المدينة المنورة مثل مكتبة الشيخ حسن كتبي ومكتبة الشيخ محمد الخضر الشنقيطي.

### المكتبات المدرسية
قد يكون من الصعب تحديد البداية الفعلية لنشأة المكتبات المدرسية في السعودية، وذلك لعدم وجود توثيق دقيق لهذا الموضوع، ولكن المتفق عليه أن هذا النوع من المكتبات وجد في مراحل مبكرة من تاريخ السعودية. حيث يذكر أن المدرسة الصولتية في مكة المكرمة أُلحقت بها مكتبة عام 1324هـ يرتادها الطلاب في غير أوقات الدرس للقراءة واستعارة الكتب. كما اُفتتحت في المعهد العلمي السعودي عام 1358هـ مكتبة سُميت بمكتبة التلميذ. ثم افتتحت مكتبات مدرسية أخرى في بعض المدارس لدعم التعليم وخدمة الطلاب والمعلمين من الناحية المعرفية والقرائية، كما يُعد عام 1379هـ، مرحلة انتقالية في تاريخ المكتبات المدرسية، وذلك عندما أُنشئت الإدارة العامة للمكتبات بوزارة المعارف -سابقاً- ككيان تنظيمي مستقل اجتمعت تحت مظلته هذه المكتبات.
في عام 1418هـ/1997م، قررت وزارة التعليم تحويل المكتبات المدرسية إلى مراكز مصادر التعلم، وهو قرار نابع عن التطور التقني في وسائل الوصول إلى مصادر المعرفة وإنتاجها الذي يتجاوز وظيفة المكتبة المدرسية في مجرّد تقديم الخدمات المكتبية.

### المكتبات الجامعية
منذ افتتاح أول جامعة سعودية، جامعة الملك سعود عام 1377هـ/1957هـ، ظهرت المكتبات الجامعيّة في السعودية، التي تتعدد أهدافها من خدمة مجتمع الجامعة العلمي بتوفير الموارد البحثيّة والمصادر المعلوماتيّة إلى إشراك المجتمع خارج الصرح الجامعي في التعليم ونشر المعرفة وإثراء الساحة الثقافيّة عبر الأنشطة المختلفة، تشمل المكتبات الجامعية في السعودية المكتبات المركزية في كل جامعة من الجامعات السعودية. كما تشمل أيضاً مكتبات الكليات المستقلة عن المكتبات المركزية، لكن المختلفة عنها في تخصص مواردها بناءً على متطلبات تخصص الكلية التابعة لها، مثل مكتبات الكليات العسكرية، كمكتبة الملك عبد العزيز الحربية التي تُعد أقدم مكتبة عسكرية حربيّة سعودية أُنشئت عام 1374هـ، ومكتبات كليات المعلمين. وبشكلٍ عام توجد في السعودية أكثر من 26 عمادة لشؤون المكتبات بالجامعات.

### المكتبات المستقلة
تشكّل المكتبات المستقلة واجهة متميزة في العديد من الجوانب المتصلة بالمكتبة كمرفق يقدم خدمات مكتبية متكاملة ومتطورة تقنيّاً، وكمركز اجتماعي له دور ريادي في تنمية ثقافة القراءة وتشجيع الأفراد على التعلم الذاتي، وفي دعم المؤسسات بمشاريعها البحثيّة.

### مكتبة الملك فهد العامة
تم افتتاحها عام 1435هـ/2014م في جدة، وأُحيلت إلى الوقف العلمي لدعم أبحاث جامعة الملك عبد العزيز. وتُعد المكتبة إحدى أبرز المكتبات العامة في السعودية لتنوع خدماتها وتعدد أقسامها، إذ فيها الأقسام التالية: المكتبة الرئيسية، مكتبة المراجع، مكتبة الشباب، مكتبة الوسائط المتعددة، مكتبة المبصرين، مكتبة المرأة، مكتبة الطفل.

#### مكتبة الملك عبد العزيز العامة
هي مكتبة خيرية تأسست عام 1405هـ/1985م، برعاية الملك عبد الله بن عبد العزيز، لكن أصبحت فيما بعد مؤسسة خيرية متكاملة تقدم خدمات مكتبية ومعلوماتية لجميع شرائح المجتمع، خاصة للمرأة والطفل ومقرها الرئيسي بالرياض. تميزت المكتبة بمبادراتها العلمية والثقافية التفاعلية، وبتنفيذها مشروعات ثقافية كبرى مثل جائزة الملك عبد الله بن عبد العزيز العالمية للترجمة، والفهرس العربي الموحد، والمكتبة الرقمية العربية، وموسوعة المملكة العربية السعودية.

#### مكتبة إثراء
هي إحدى مرافق مركز الملك عبد العزيز الثقافي العالمي في الظهران، وتمتلك مقتنيات تزيد عن 270 ألف كتاب مطبوع باللغتين الإنجليزية والعربية و10 آلاف كتاب بين صوتي ورقمي موزّعة على أربعة طوابق في شتى موضوعات المعرفة البشرية. كما تمتلك باقة متنوعة من المصادر الرقمية بالعربية والإنجليزية، منها كتب مسموعة وكتب رقمية، ويتم تحديثها بشكل مستمر. وتنقسم المقتنيات إلى %60 باللغة العربية و%40 باللغة الإنجليزية. ويمكن للزوّار التمتع بقراءتها داخل المكتبة أو خارجها.

## المكتبات كمراكز ثقافية
تستقطب المكتبات الشرائح المتعددة في المجتمع إلى الفعاليات والأنشطة التي تنظّمها، خاصّة في تعزيز ثقافة القراءة، من ذلك ما أطلقته مكتبة إثراء بمركز الملك عبد العزيز الثقافي العالمي بالظهران عام 2014م المسابقة الوطنية للقراءة "اقرأ" التي استقطبت أكثر من 50 ألف مشارك ومشاركة، من جميع المراحل الدراسية. أيضاً المشروع الوطني لتجديد الصلة بالكتاب الذي تقدّمه مكتبة الملك عبد العزيز العامّة بالرياض منذ اعتماده عام 1424هـ/2003م.
كما تبرز أيضا مبادرات المكتبات المتنقلة، مثل مشروع حافلات مصادر التعلم الذي تقدمه مكتبة الملك عبدالعزيز العامّة بالرياض خلال شهر رمضان في مختلف مناطق السعودية، حيث استفاد من مشروع حافلات مصادر التعلم منذ إطلاقه أكثر من 870 ألف شخص. أيضاً أطلقت مكتبة المسجد الحرام مؤخّراً عام 1441هـ/2019م مشروع المكتبة المتنقلة داخل أروقة المسجد الحرام، بهدف توفير الخدمات العلميّة والنوعيّة لزوّار بيت الله الحرام، خاصّة فيما يتعلّق بالشؤون الدينيّة. ويعود تاريخ المكتبات المتنقلة في السعودية إلى عام 1402هـ/1982م، حينها كانت مبادرة من مكتبات شركة أرامكو السعودية، لتستمر من ذلك الوقت في خدمة الطلّاب تحديداً، إذ استفاد من جهودها في العقد الأوّل من القرن العشرين أكثر من 370000 طالب.

## العوامل المساعدة على نشأة المكتبات السعودية

### الاستقرار السياسي
يعتبر الأمن من أهم العوامل المساعدة في بناء المجتمع وتطوره على العكس تمامًا من الخوف الذي يشل حركة التطور ويحطم الحياة كما هو الحال في الحروب والأزمات، وفي عهد الملك عبد العزيز ساد الأمن والسلام وتحول الأفراد من الانتساب إلى القبيلة إلى الانتساب للوطن، وتحول المجتمع إلى مجتمع قابل لتعاطي معطيات الحضارة كالمكتبات وغيرها.

### الإصلاح الاجتماعي
بعد قيام الملك عبد العزيز بحركة الإصلاح الاجتماعي المتمثلة في توطين البادية ترسخ الأمن وخلقت بيئة حضارية أصبح أفرادها على استعداد للتعلم والقراءة والتعامل مع الكتب والمكتبات.

### فتح المدارس ونشر التعليم
كان لانطلاق الحركة التعليمية في المملكة العربية السعودية خاصة بعد إنشاء مديرية المعارف 1344هـ/1926م دور بارز في تأسيس المؤسسات الثقافية كالمكتبات التي من غير الممكن أن تتطور وتزدهر إلا في مجتمع متحضر، فالتعليم يمكن الناس من التعامل مع الكتب وبالتالي تنشأ الحاجة إلى إنشاء المكتبات.

### الجهاد الفكري
اهتم الملك عبد العزيز وأبنائه الملوك من بعده بمقومات الفكر والحضارة في سبيل تقدم المجتمع السعودي، ومن مظاهر الجهاد الفكري:
- الاهتمام بالعلم والعلماء ومنحهم المكانة التي تليق بهم كسائر الأزمنة الإسلامية السابقة.
- تأهيل أبناء البادية فكريًا وثقافيًا ودينيًا.
- الاستفادة من موسم الحج بلقاء العلماء بهدف الاحتكاك الفكري لتحسين الوضع الثقافي السعودي.
- تشجيع النهضة الأدبية ودعم الأدباء.
- الاهتمام بحركة الطباعة والنشر وتطويرها.[23]

## وصلات خارجية
- الملك عبد العزيز بدأ مسيرة الاهتمام بالمكتبات عام 1357هـ بإطلاق اسم مكتبة الحرم المكي الشريف على المكتبة الموجودة بالحرم